# Marilena Vlădărău
Marilena Vlădărău, ulterior Marilena Perețeanu, (n. 16 august 1963, București, România) este o gimnastă română de talie mondială. În anul 1979, conform clasamentului pe puncte al World Gym Rank, Marilena Vlădărău se clasase pe locul 63 în elita mondială, la egalitate de puncte cu Gabriela Geiculescu și cu alte trei gimnaste din alte țări. În anul 1980, conform aceleiași entități, World Gym Rank, sportiva română a ocupat locul 52.
La sfârșitul anilor 1970 și începutul anilor 1980, echipa lărgită de gimnastică a României avea în componență, printre altele, și următoarele gimnaste Nadia Comăneci, Rodica Dunca, Emilia Eberle, Gabriela Geiculescu, Anca Kiss, Marilena Neacșu, Ecaterina Szabo și Marilena Vlădărău.
După retragerea sa din activitate a activat ca antrenor și arbitru internațional.

## Distincții
- Ordinul „Meritul Sportiv” clasa a II-a (15 aprilie 1981) „pentru rezultatele deosebite obținute la Jocurile olimpice de vară de la Moscova — 1980, precum și pentru contribuția adusă la dezvoltarea activității sportive și la creșterea prestigiului sportului românesc pe plan internațional”[7]
- titlul de Maestru emerit al sportului (1981), fiind a 17-a gimnastă în ordine cronologică, căreia i s-a conferit această distincție[8]
- medalia naționala „Serviciul Credincios” clasa a III-a (2000).[9]